# Five Nights at Freddy's (píseň)
„Five Nights at Freddy's“ je elektronická píseň synth-rockové skupiny The Living Tombstone, která vznikla na motivy stejnojmenné videohry z roku 2014. Píseň byla vydána jako singl v roce 2014, produkoval a nazpíval Yoav Landau. Na YouTube byla velice populární, kde do roku 2024 dosáhla více než 300 milionů zhlédnutí spolu s více než 500 miliony přehrání. Zazněla v závěrečných titulcích filmové adaptace videohry vydané v roce 2023 a připisuje se jí zásluha na vytvoření hudebního subžánru orientovaného na franšízu Five Nights at Freddy's.

## Pozadí a vydání
Píseň vytvořila skupina The Living Tombstone, která se již dříve podílela na tvorbě písní podle série My Little Pony. Producent Yoav Landau se po předchozím zapojení do fandomu této franšízy dozvěděl o vydání hororové hry Five Nights at Freddy's v roce 2014 a o oblibě, kterou si získala. Když si Landau hru sám zahrál, rozhodl se na jejím základě vytvořit píseň. Složil ji především pomocí syntezátorů, které CT Jones z časopisu Rolling Stone popsal jako podobné těm, které používá 100 gecs. V komentáři ke vzniku písně Landau uvedl: „Internetová kultura spočívá v tom, že jste u toho první – že jste první, kdo vytvoří mem o nějaké věci. V případě FNAF, když jsem začal vidět, jak o ní lidé mluví, bylo snadné napsat příspěvek s písní a textem o hře, vidět, jak se ta věc rozhoří, a pak se dostane na YouTube.“
Když skupina požádala tvůrce Scotta Cawthona o povolení píseň vydat, neboť se nepodíleli na vývoji samotné hry, Cawthon jim dal svolení píseň vydat, pokud část zisku věnují na charitu. Píseň byla nahrána na YouTube pouhé tři týdny po vydání hry a krátce poté získala miliony zhlédnutí. V roce 2023, během marketingu filmové adaptace hry, byla píseň živě zahrána během akce v obchodě Jim Henson's Creature Shop. Po spekulacích fanoušků ohledně jejího zařazení se píseň objevila ve filmu během závěrečných titulků. V den uvedení filmu v Severní Americe vydala skupina The Living Tombstone novou verzi písně s názvem „Goth Remix“. Kromě toho byla v roce 2020 zahrána a vydána jazzová coververze v podání 8-Bit Big Band. K 10. výročí písně vydala skupina The Living Tombstone orchestrální verzi v úpravě Charlieho Rosena.

## Přijetí a odkaz
Na YouTube získala píseň do března 2016 přibližně 69 milionů zhlédnutí, do června 2021 celkem 220 milionů zhlédnutí, do roku 2023 celkem 312 milionů zhlédnutí[zdroj?] a do roku 2024 celkem 372 milionů zhlédnutí.[zdroj?] Po vydání písně vytvořili The Living Tombstone písně na motivy druhé a třetí hry ze série s názvy „It's Been So Long“ a „Die In A Fire“. Jef Rouner z Houston Press považoval první píseň za nejslabší z této trilogie, ale i tak to byl „zatraceně strašidelný kousek hudby a důstojný začátek“.
Podle CT Jonese z časopisu Rolling Stone píseň odstartovala subžánr hudby zaměřený na tuto sérii, „zachovávající hyperpopové vlivy, které zpopularizoval Landau“ – píseň se tak stala „určující součástí fandomu Five Nights at Freddy's“. Píseň inspirovala několik umělců, například JT Music a CG5. JT Music popsal tvorbu písní na motivy hry jako „další způsob, jak mohou fanoušci rekontextualizovat a znovu prožít hru a její příběh z jiné perspektivy“. Zařazení písně do filmové adaptace hry popsal /Film jako „důkaz popularity zdola“ spolu se zařazením několika let's playerů na YouTube a dále napsal, že produkční tým stojící za filmem „nezapomněl na lidi, kteří z IP udělali tak cennou senzaci“.

## Žebříčky
| Žebříček (2023)                           | Nejvyšší pořadí |
| ----------------------------------------- | --------------- |
| US Hot Dance/Electronic Songs (Billboard) | 4               |

## Certifikace
| Region                                                       | Certifikace | Certifikované jednotky/prodej |
| ------------------------------------------------------------ | ----------- | ----------------------------- |
| Spojené státy americké (RIAA)                                | Zlato       | 500 tisíc‡                    |
| ‡Údaje o prodeji + streamování pouze na základě certifikace. |             |                               |